# Трубная (станция метро)
«Тру́бная» — станция Московского метрополитена на Люблинско-Дмитровской линии. Связана пересадкой со станцией «Цветной бульвар» на Серпуховско-Тимирязевской линии. Расположена на территории Мещанского района (ЦАО) под Трубной площадью у пересечения Цветного бульвара и Бульварного кольца. Открыта 30 августа 2007 года в составе участка «Чкаловская» — «Трубная». Колонно-стеновая трёхсводчатая станция с одной островной платформой. Каждая четвёртая колонная секция заменена простенком, что увеличивает их прочность, опорами колонн служит монолитная железобетонная плита.

## История создания
Вопрос о сооружении станции с выходом на Трубную площадь поднимался ещё до начала строительства Московского метрополитена. Уже в 1931 году станция «Трубная площадь» упоминается в составе электрифицированного железнодорожного диаметра. На перспективной схеме 1932 года станция появляется в составе Дзержинско-Замоскворецкого диаметра, в 1934 году входит в состав Краснопресненско-Рогожского диаметра. В плане развития метрополитена 1947 года станцию «Трубная площадь» планировалось включить в Малое кольцо.
На перспективной схеме 1957 года «Трубная» показана в составе Серпуховско-Рижского и Калужско-Тимирязевского диаметров. К 1958 году проект был изменён, и «Трубная» появилась в нём в составе Калужско-Рижской линии. В проектных предложениях 1965 года предлагалось также строительство «Трубной» в составе Ждановско-Тимирязевской линии (между «Дзержинской» и «Новослободской»). Однако продление Ждановского радиуса было отложено, а трассировка Калужско-Рижского диаметра была изменена. В 1970-х годах был предложен проект Серпуховско-Тимирязевской линии, по которому первоначально предполагалось строительство «Трубной» в её составе. Позже было решено на этой линии построить станцию «Цветной бульвар» с пересадкой на «Трубную» уже Люблинско-Дмитровской линии.
Работы по сооружению станции начались в 1990 году, строительство планировалось завершить в 1992 году. В 1990-е годы существовали проблемы с финансированием, и поэтому строительство велось эпизодически, а с 2000 года было заморожено. В 2005 году сооружение станции возобновилось. 27 августа 2007 года был пущен пробный поезд. 30 августа 2007 года в 11:20 станция была открыта в составе первой очереди центрального участка линии «Чкаловская» — «Трубная» (без промежуточной станции «Сретенский бульвар», которая открылась четырьмя месяцами позже). «Трубная» стала 173-й станцией Московского метрополитена.
На участке «Сретенский бульвар» — «Трубная» принят минимальный радиус кривой в 500 метров вместо стандартных 600 метров. Это сделано для отвода трассы из охранной зоны памятника архитектуры «Рождественский женский монастырь».
Предыдущая станция метро внутри Кольцевой линии была открыта за девятнадцать лет до «Трубной», причём это была станция «Цветной бульвар», на которую осуществляется пересадка со станции.

## Вестибюли и пересадки
У станции есть один подземный вестибюль с выходами на Трубную площадь, в который можно попасть из южного торца центрального зала. Из северного торца по переходу осуществляется пересадка на станцию «Цветной бульвар» Серпуховско-Тимирязевской линии.

## Архитектура и оформление
«Трубная» является станцией глубокого заложения колонно-стенового типа и представляет собой трёхнефную конструкцию со средним залом (диаметр 9,5 м) и двумя боковыми залами с посадочными платформами (диаметр 8,5 м). Между залами расположены 4-метровые проходы, причём каждый пятый проход между колоннами заменён простенком.
На сводах станции установлены водозащитные декоративные зонты из белого стеклопластика, изготовленного в Твери. Путевые стены, порталы и карнизы облицованы итальянским мрамором светлых тонов, колонны и вставки между порталами — тёмно-зелёным мрамором. По словам главного архитектора станции Владимира Филиппова, первоначально для облицовки стен и колонн предполагалось использовать каррарский мрамор желтоватых тонов, однако в Москву привезли мрамор сероватого цвета, который и был использован для отделки. Простой геометрический рисунок гранитного ковра на полу повторяет ритм порталов с чередованием светло-серого и чёрного камня (использовался «Мансуровский» гранит и гранит «Империал Ред»).
Для освещения станции используется люминесцентный мягкий закарнизный свет (над порталами — оранжевый, по всему залу — белый). Между колоннами расположены скамейки из ажурного металла, завершающимися вверху декоративными светильниками в виде 18 бульварных фонарей в стиле модерн. На платформе впервые была сооружена серийная диодная светящаяся полоса (опытная расположена на станции «Международная»), которая обозначает безопасную границу до её края.
Первоначально предполагалось, что тематика архитектуры и оформления станции будет выполнена в стиле старой Москвы, однако скульптор и художник станции Зураб Церетели настоял на расширении тематики, чтобы отразить в ней архитектуру древнерусских городов России. Предложение было поддержано на художественном совете и реализовано в виде панно и цветных витражей с подсветкой (автор Зураб Церетели). Между колоннами установлено двенадцать витражей с изображениями древних городов и сёл России (Боголюбово, Владимир, Кижи, Коломенское, Москва, Великий Новгород, Палех, Переславль-Залесский, Псков, Ростов, Суздаль, Ярославль). Над торцевыми проходами центрального зала установлены панно. После открытия станции некоторые пассажиры высказывали недоумение по поводу оформления витражей. Дело в том, что практически на всех витражах изображены церкви и соборы, но ни на одном их куполе нет креста. Через несколько месяцев после открытия «Трубной» на всех куполах кресты появились — кто-то из пассажиров самостоятельно прикрепил к витражам маленькие нательные распятия и деревянные крестики. Руководство метрополитена не сочло эти кресты портящими облик станции, поэтому их можно наблюдать на витражах до сих пор.

## Путевое развитие
За станцией имеется пошёрстный съезд, в котором поезда меняли направление движения, когда станция была конечной. В настоящее время используется для служебных целей и для смены «головы» в экстренных случаях.

## Наземный общественный транспорт
На этой станции можно пересесть на следующие маршруты городского пассажирского транспорта:
- Автобусы: м5, м53, 538, н6

## Фотогалерея

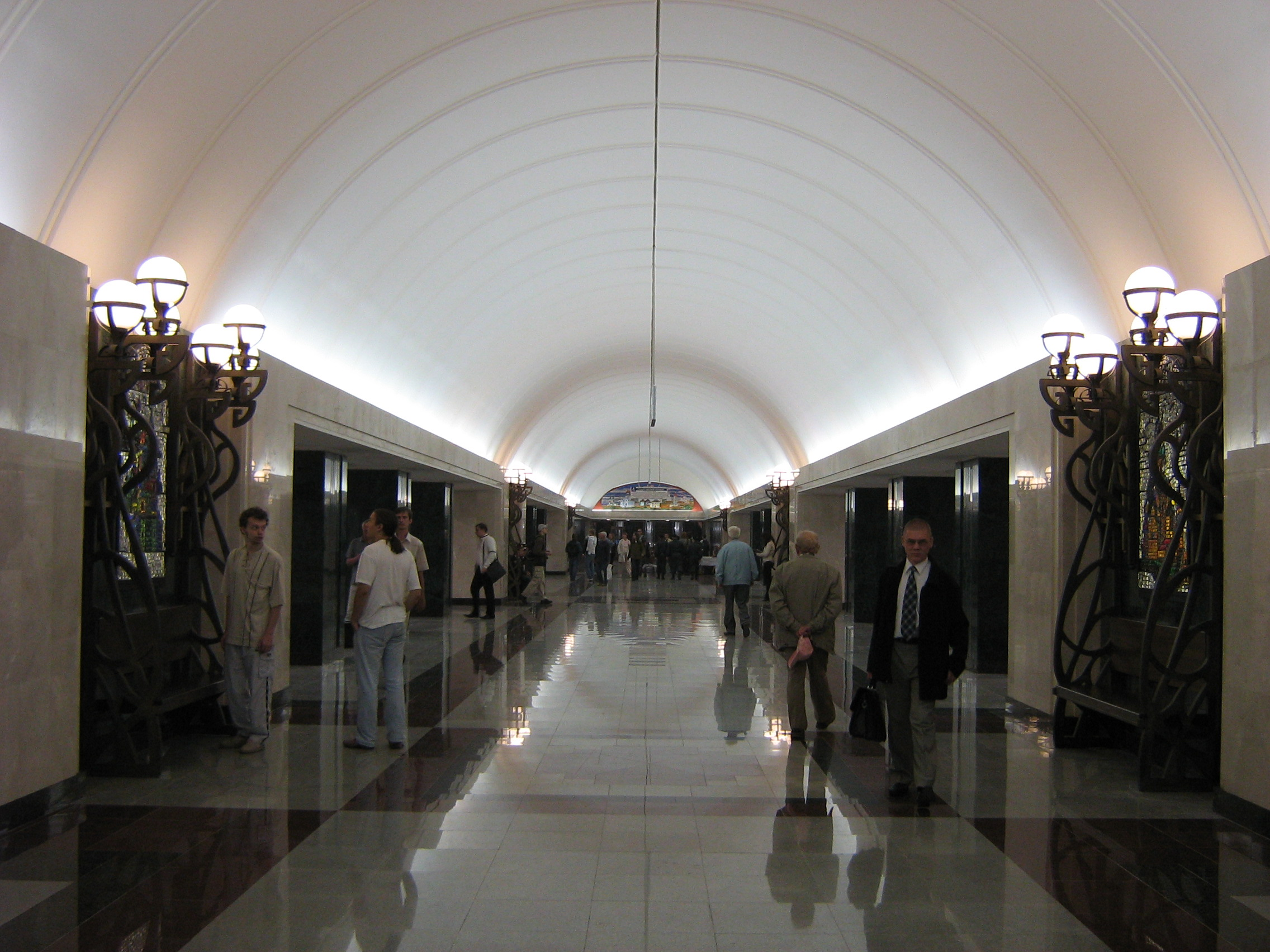
Центральный зал. День открытия станции, 30.08.2007
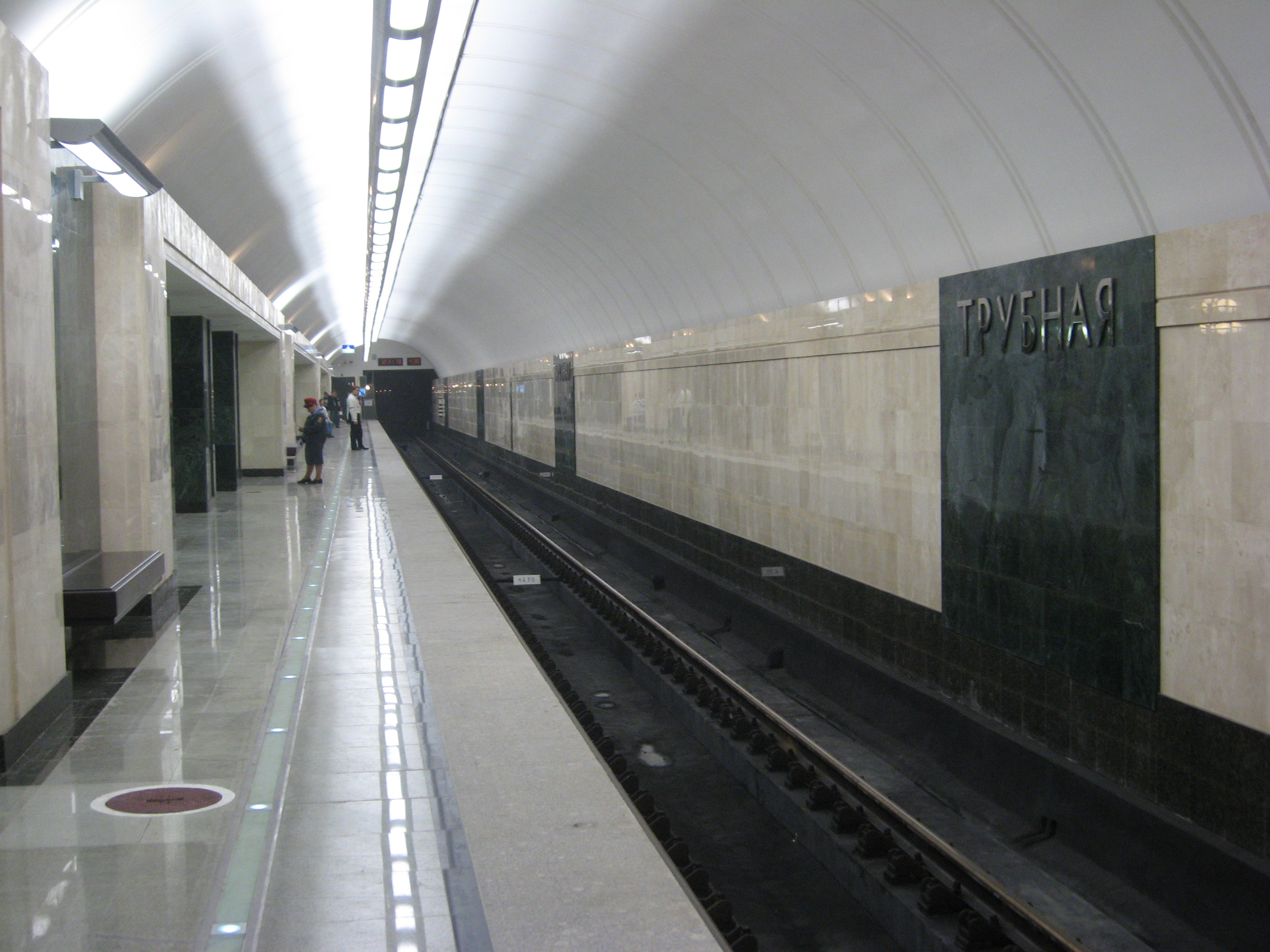
Посадочная платформа. День открытия станции, 30.08.2007
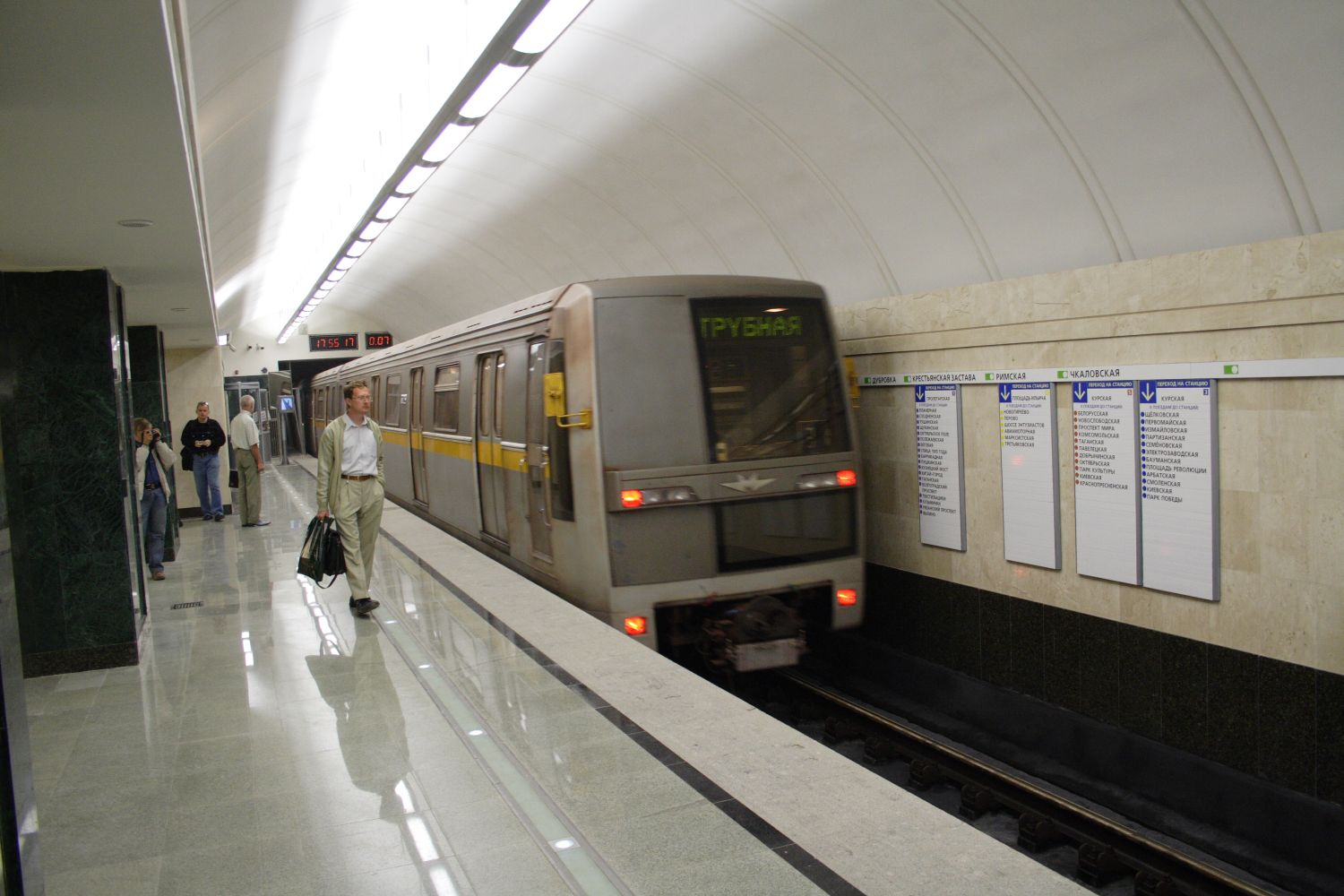
Отправление метропоезда «Яуза». День открытия станции, 30.08.2007
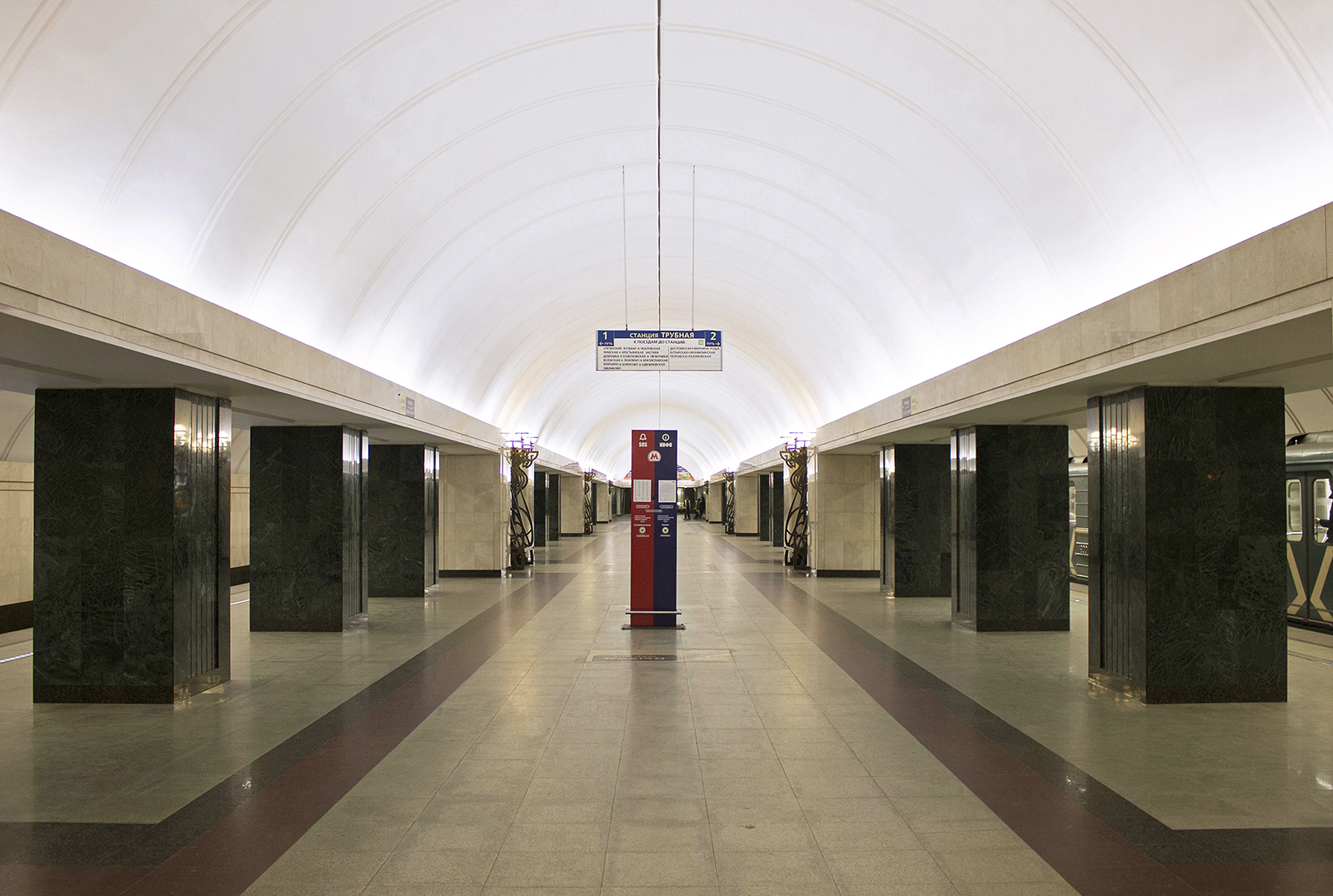
Центральный зал станции. 01.01.2017
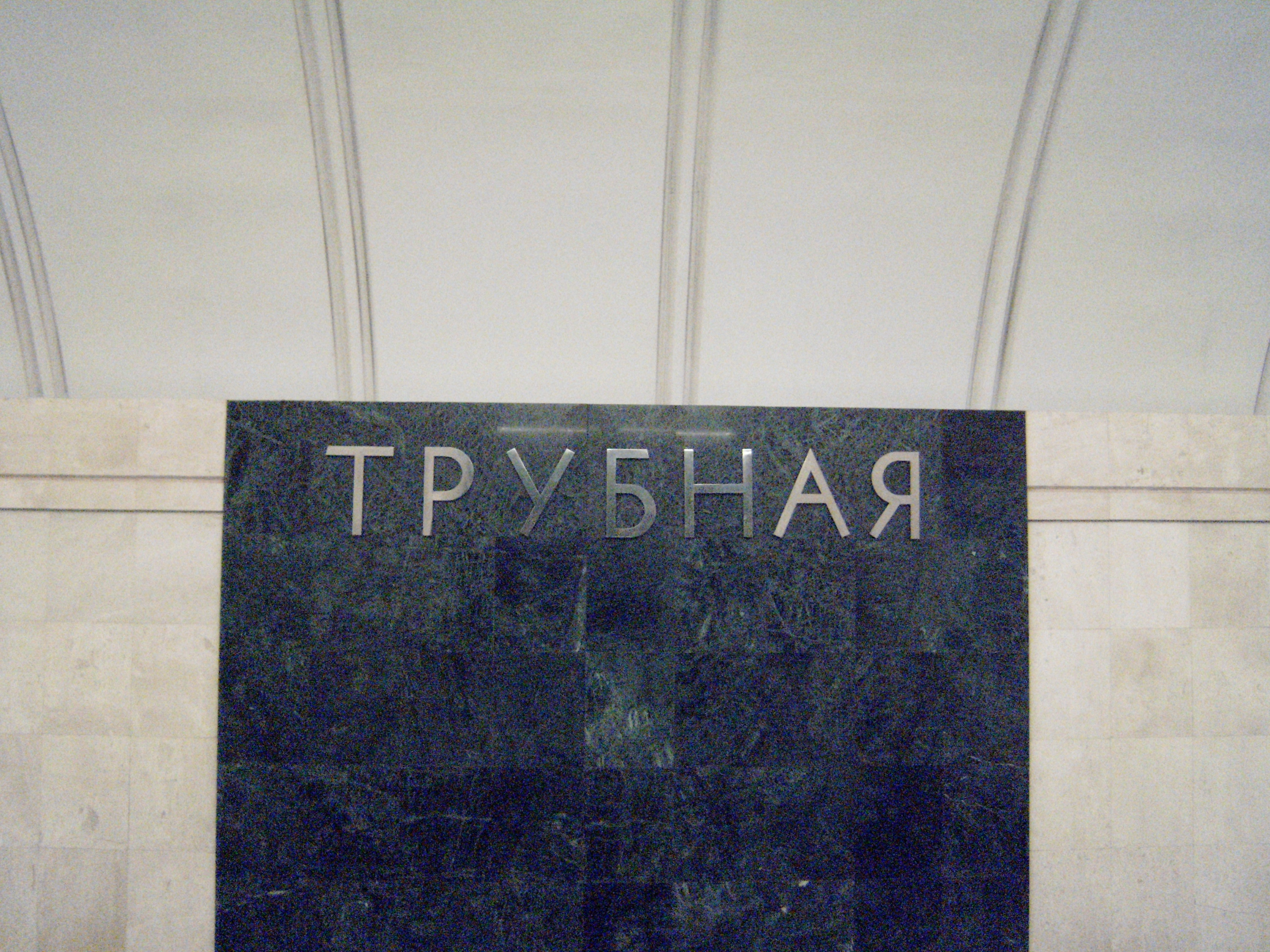
Название станции на путевой стене
Панно над переходом на станцию «Цветной бульвар». Автор З. Церетели
Витраж «Москва». Автор З. Церетели
Витраж «Кижи». Автор З. Церетели
Витраж «Новгород». Автор З. Церетели
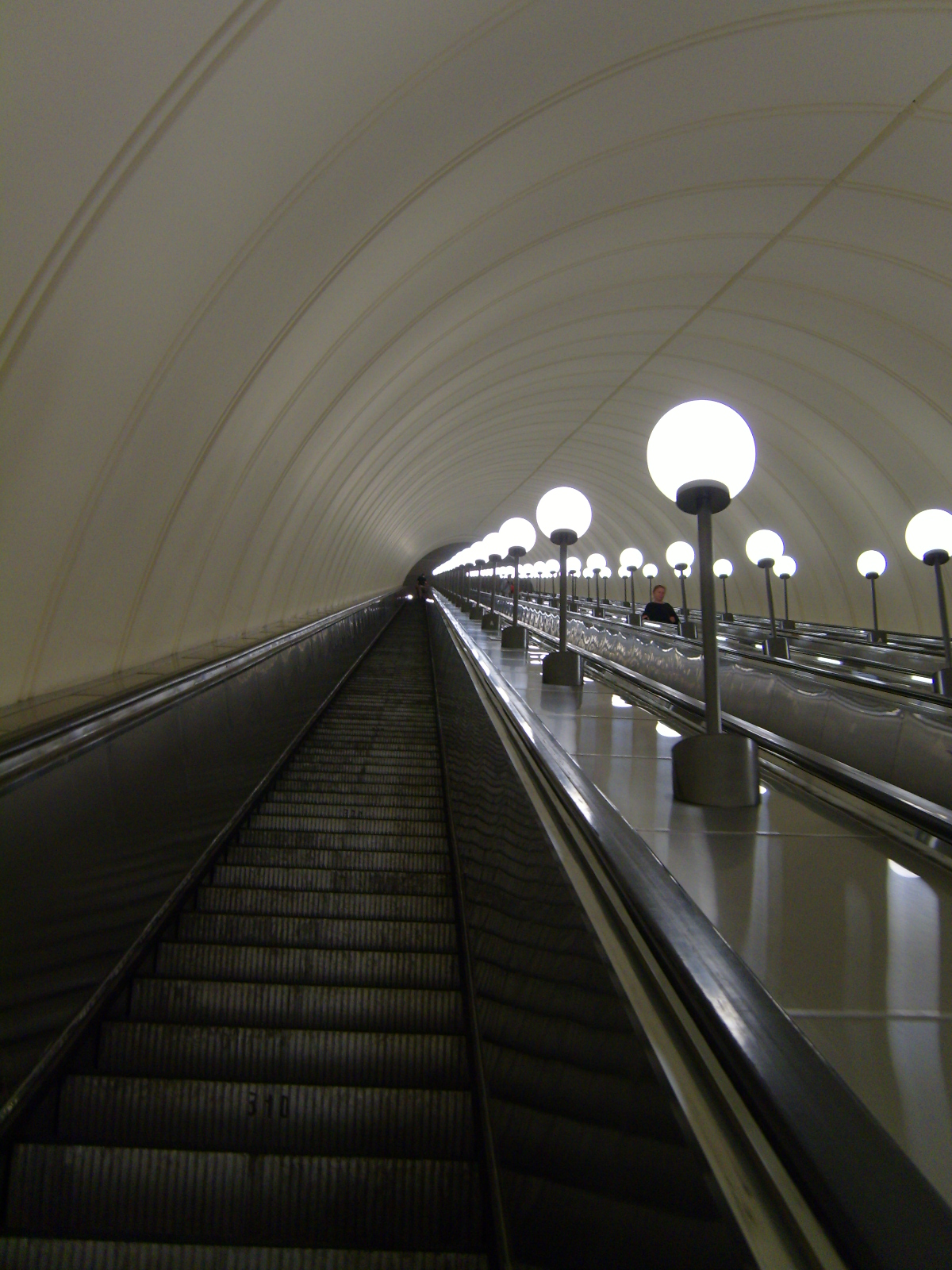
Эскалатор на станции

## Станция в цифрах
- Таблица времени прохождения первого поезда через станцию[12]:

| По чётным числам                       | Будние дни | Выходные дни |
| По нечётным числам                     | Будние дни | Выходные дни |
| В сторону станции «Достоевская»        | 05:51:00   | 05:52:00     |
| В сторону станции «Достоевская»        | 05:53:00   | 05:53:00     |
| В сторону станции «Сретенский бульвар» | 05:46:00   | 05:46:00     |
| В сторону станции «Сретенский бульвар» | 05:57:00   | 05:57:00     |